# 딜버트
딜버트(1989년 4월 16일 처음 출판)는 미국의 만화이다.
작가 스콧 아담스(Scott Adams)에 의해 창조되고 연재되고 있다. 웹 사이트에 매일 연재되고 있으며 '유나이티드 피춰 신디케이트'를 통해 전 세계 65개국의 25개 언어로 2,000여개의 신문들에 연재되고 있다. 주인공 '딜버트'는 대기업의 엔지니어로 딜버트가 회사 생활에서 겪는 여러 가지 이야기를 담고 있다. 사무직 종사자, 마이크로 매니지먼트 등의 대기업 문화를 풍자하면서 신랄한 비판을 하고 있다. IT업계 종사자와 엔지니어 그리고 대기업 종사자들 사이에서 인기가 많다.
작가 스콧 아담스는 1997년 국가만화가협회 뢰벤상과 신문만화상을 수상하였다.
1999년 텔레비전용 애니메이션으로 만들어지기도 하였다. 형식은 신문만화형식인 3~4컷이지만 일요일판은 컬러로 만들어져서 8칸이 보통이다.

## 등장인물
- 딜버트
- 독버트
- 뾰족머리 보스
- 월리
- 앨리스
- 애쇽

## 같이 보기
- 피터의 법칙

## 관련 서적
- 《딜버트의 법칙》, 스코트 아담스 지음, 이은선 옮김, 홍익출판사, 1996년, ISBN(13) : 9788970659169